# Wolfram Fiedler
Wolfram Fiedler (Ilmenau, 29 settembre 1951 – Berlino Est, 11 aprile 1988) è stato uno slittinista tedesco orientale.

## Biografia
Gareggiò sia nel singolo che nel doppio. Nella specialità biposto ottenne il suo più importante risultato in coppia con Klaus-Michael Bonsack.
Prese parte ad una sola edizione dei Giochi olimpici invernali, a Grenoble 1968, occasione in cui conquistò la medaglia di bronzo sia nel singolo sia nel doppio.
Ai campionati mondiali ottenne una medaglia d'oro ed una d'argento nel singolo, rispettivamente a Hammarstrand 1975 e ad Oberhof 1973. Nelle rassegne continentali vinse due medaglie d'oro, a Königssee 1972 e ad Hammarstrand 1976, ed una d'argento nel singolo.
Ritiratosi dalle competizioni dopo non essere riuscito a qualificarsi ai Giochi di Innsbruck 1976, lavorò come allenatore delle squadre giovanili per la federazione tedesca orientale di bob.
Fiedler è deceduto nel 1988 a soli 36 anni a causa di un cancro. La città natale di Ilmenau ha dedicato alla sua memoria la pista estiva di slittino del paese.

## Palmarès

### Olimpiadi
- 2 medaglie:
  - 2 bronzi (singolo, doppio a Sapporo 1972).

### Mondiali
- 2 medaglie:
  - 1 oro (singolo ad Hammarstrand 1975);
  - 1 argento (singolo ad Oberhof 1973).

### Europei
- 3 medaglie:
  - 2 ori (singolo a Königssee 1972; singolo ad Hammarstrand 1976);
  - 1 argento (singolo a Valdaora 1975).